# Джон Кедбері
Джон Кедбері (англ. John Cadbury; 12 серпня 1801 — 11 травня 1889) — англійський підприємець і філантроп, засновник торгової марки Cadbury.

## Біографія
Народився в Бірмінгемі 12 серпня 1801 року в родині Річарда Таппера Кедбері та його дружини Елізабет Хед. Це була заможна квакерська сім'я, яка переїхала до міста із заходу Англії.
Віросповідання не дозволило Джону вступити до університету, тому він не міг отримати фах лікаря чи юриста. Тому Джон навчався комерції у торговця чаєм у Лідсі, а після цього відкрив власну бакалійну крамницю у Бірмінгемі.
Спочатку Кедбері готував питний шоколад, але з часом вирішив розпочати кондитерське виробництво, залучивши до справи свого брата Бенджаміна. Саме фірма Кедбері першою почала виготовляти суцільні шоколадні цукерки.
У 1849 році компанія почала виробляти литі шоколадні плитки — форма яких стала зразком для виробників інших країн. Ще однією новацією Кедбері стало виробництво цукерок у коробках — перша з яких мала форму серця.
Джон Кедбері пішов з бізнесу після смерті дружини в 1861 році, залишивши родинну справу своїм синам Річарду та Джорджу.
Джон Кедбері також проводив кампанію проти жорстокого поводження з тваринами, створивши Товариство друзів тварин, попередник Королівського товариства запобігання жорстокому поводженню з тваринами.
Помер 11 травня 1889 року в Бірмінгемі. Похований на Віттонському цвинтарі.